# Warmonder Leede

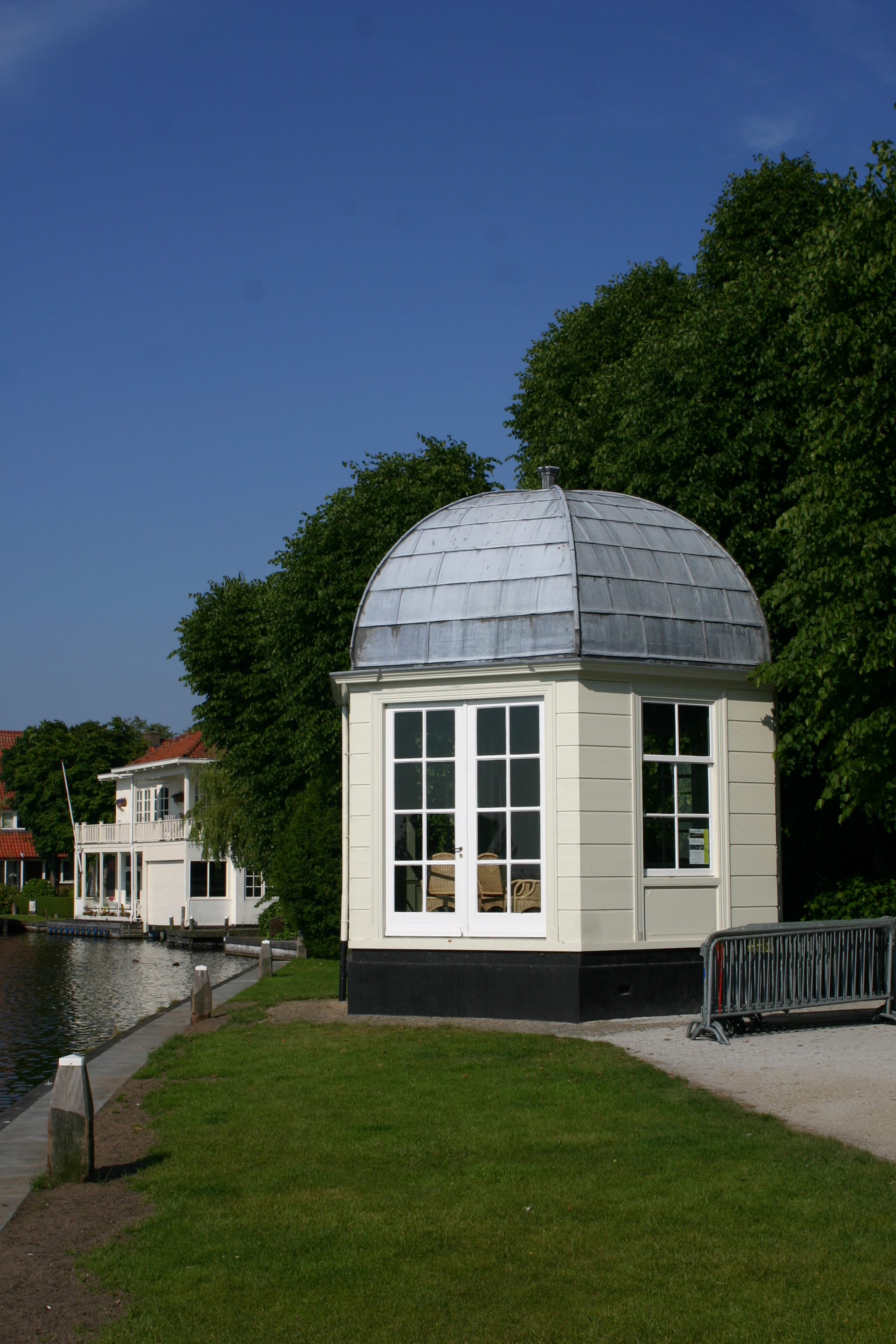
De koepel van Park Groot Leerust aan de Warmonder Leede

De Warmonder Leede is een riviertje nabij het Zuid-Hollandse Warmond met een lengte van ongeveer twee kilometer. Het vormt een verbinding tussen de Kagerplassen en de Trekvaart Haarlem-Leiden/ Oegstgeesterkanaal. Op 10 maart 1843 vond er bij een spoorbrug over de Warmonder Leede het eerste spoorwegongeval in Nederland plaats waarbij een persoon om het leven kwam.
Er bestaat ook een hengelsportvereniging met de naam De Leede in Warmond. De vereniging is opgericht in 1948 en is aangesloten bij Sportvisserij Nederland.